# CFMOTO 700MT
Die CFMOTO 700MT ist ein Motorrad des chinesischen Herstellers CFMOTO.
Sie wird als multifunktionaler Tourer angeboten und ähnelt der Kawasaki KLE 650 Versys.

## Modellentwicklung

### Vorgängermodell CFMOTO 650MT

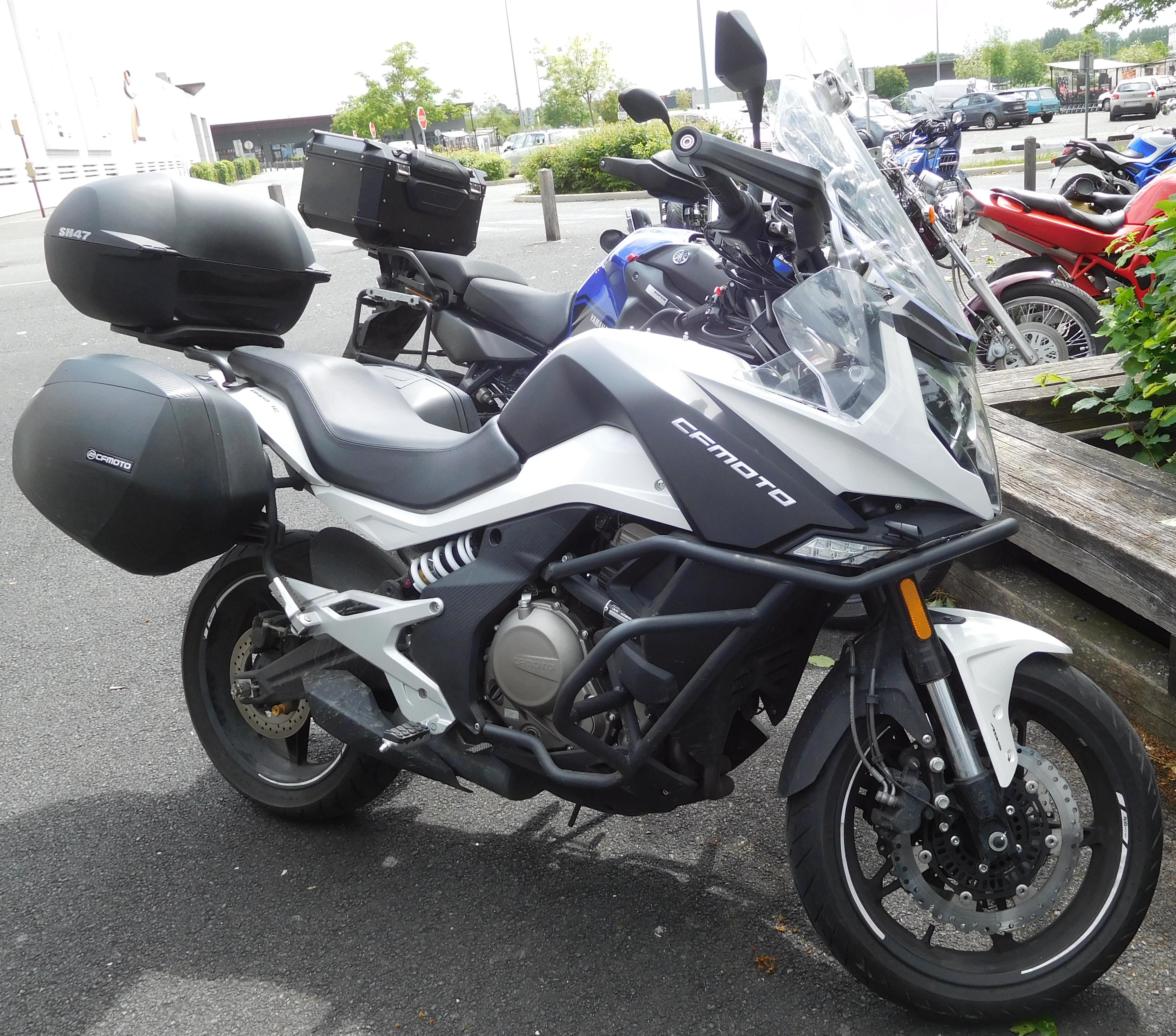
CFMOTO 650MT

Als Vorgänger der 700MT kann die CFMOTO 650MT angesehen werden.

### 700MT 2023–2024
Die 700 MT wird von einem Reihenzweizylindermotor angetrieben, den CFMOTO bereits in die 700 CL-X einbaute. Zur Ausstattung gehört neben 2 USB-Buchsen auch ein 5"-TFT-Display, das per Smartphone-Integration auch Zugang zu Navigation bietet.
.
Gegenüber der 650MT gab es Veränderungen am Design, die die 700 MT moderner erscheinen lassen und einen höheren Windschutz bieten. Veränderungen an der Verkleidung verbessern die Wärmeableitung des Motors.

### 700MT 2025
Ab 2025 folgt eine neue Version der 700MT als Reiseenduro.

## Technische Daten
| CFMOTO 700MT (Modelljahr 2023-2024) | CFMOTO 700MT (Modelljahr 2023-2024)                                  |
| ----------------------------------- | -------------------------------------------------------------------- |
| Motor                               | flüssigkeitsgekühlter Zweizylinder-Viertakt-Reihenmotor              |
| Ventilsteuerung                     | 2 obenliegende Nockenwellen (DOHC)                                   |
| Bohrung × Hub                       | 83 × 64 mm                                                           |
| Abgasnorm                           | Euro 5                                                               |
| Nennleistung                        | 49 kW (66,6 PS) bei 9.000/min                                        |
| Drehmoment                          | 60 Nm bei 7.250/min                                                  |
| Kupplung                            | mechanisch betätigte Mehrscheiben-Ölbadkupplung                      |
| Radaufhängung                       | Vorne Upside-Down Gabel, hinten Seitenfederung                       |
| Bereifung vorn                      | 120/70 ZR 17                                                         |
| Bereifung hinten                    | 160/60 ZR 17                                                         |
| Bremse vorn                         | Doppelscheibenbremse vorn ø 300 mm, J. Juan Doppelkolben-Bremssattel |
| Bremse hinten                       | Einscheibenbremse ø 240 mm, J. Juan Ein-Kolben-Bremssattel           |
| Tankinhalt                          | 18 Liter                                                             |
| Maße (L × B × H)                    | 2180 × 853 × 1332 mm                                                 |
| Sitzhöhe                            | 840 mm                                                               |
| Radstand                            | 1425 mm                                                              |
| Leergewicht                         | 218 kg                                                               |